# Thomas Stacy
Pour les articles homonymes, voir Stacy.
Thomas Stacy est un hautboïste et virtuose américain du cor anglais né le 15 août 1938 à Little Rock (Arkansas) et mort le 30 avril 2023 à Southampton (État de New York). 

## Biographie
Thomas Stacy naît le 15 août 1938 à Little Rock, dans l'Arkansas.
Il grandit à Augusta et commence ses études musicales par le piano, le violon et la clarinette avant de travailler essentiellement en autodidacte le hautbois puis le cor anglais. Il se perfectionne ensuite à l'Eastman School of Music de Rochester, où il rencontre Marie Elizabeth Mann, qui deviendra son épouse en 1962. Cette même année, il rejoint l'Orchestre philharmonique de la Nouvelle-Orléans, avant de devenir membre de l'Orchestre symphonique de San Antonio puis de l'Orchestre symphonique du Minnesota.
En 1972, Thomas Stacy est nommé cor anglais solo de l'Orchestre philharmonique de New York, poste qu'il occupe pendant près de 40 ans,. Avec l'orchestre new yorkais, il se produit plus de 70 fois en soliste et prend sa retraite en 2010.
Comme interprète spécialiste du cor anglais, il est commanditaire et créateur de nombreuses œuvres pour l'instrument, notamment des pages de Gunther Schuller, Stanisław Skrowaczewski, Ned Rorem (Concerto pour cor anglais (en), 1994), Vincent Persichetti et Bernard Hoffer (en). Au disque, il enregistre les concertos pour cor anglais de Rorem et Persichetti.
Comme pédagogue, Thomas Stacy enseigne à la Juilliard School, donne des classes de maître à la Royal Academy of Music, en Corée, au Japon, en Russie ainsi qu'en Suède, et dirige le séminaire annuel « Stacy English Horn Seminar ».
Âgé de 84 ans, il meurt le 30 avril 2023 dans un établissement de soins palliatifs à Southampton, dans l'État de New York, des suites d'une insuffisance cardiaque.